# جاكوب ميلر كامبل
جاكوب ميلر كامبل (بالإنجليزية: Jacob Miller Campbell)‏ هو سياسي أمريكي، ولد في 20 نوفمبر 1821 في الولايات المتحدة، وتوفي في 27 سبتمبر 1888. حزبياً، نشط في الحزب الجمهوري. وقد انتخب عضو مجلس النواب الأمريكي.